# Azteca América

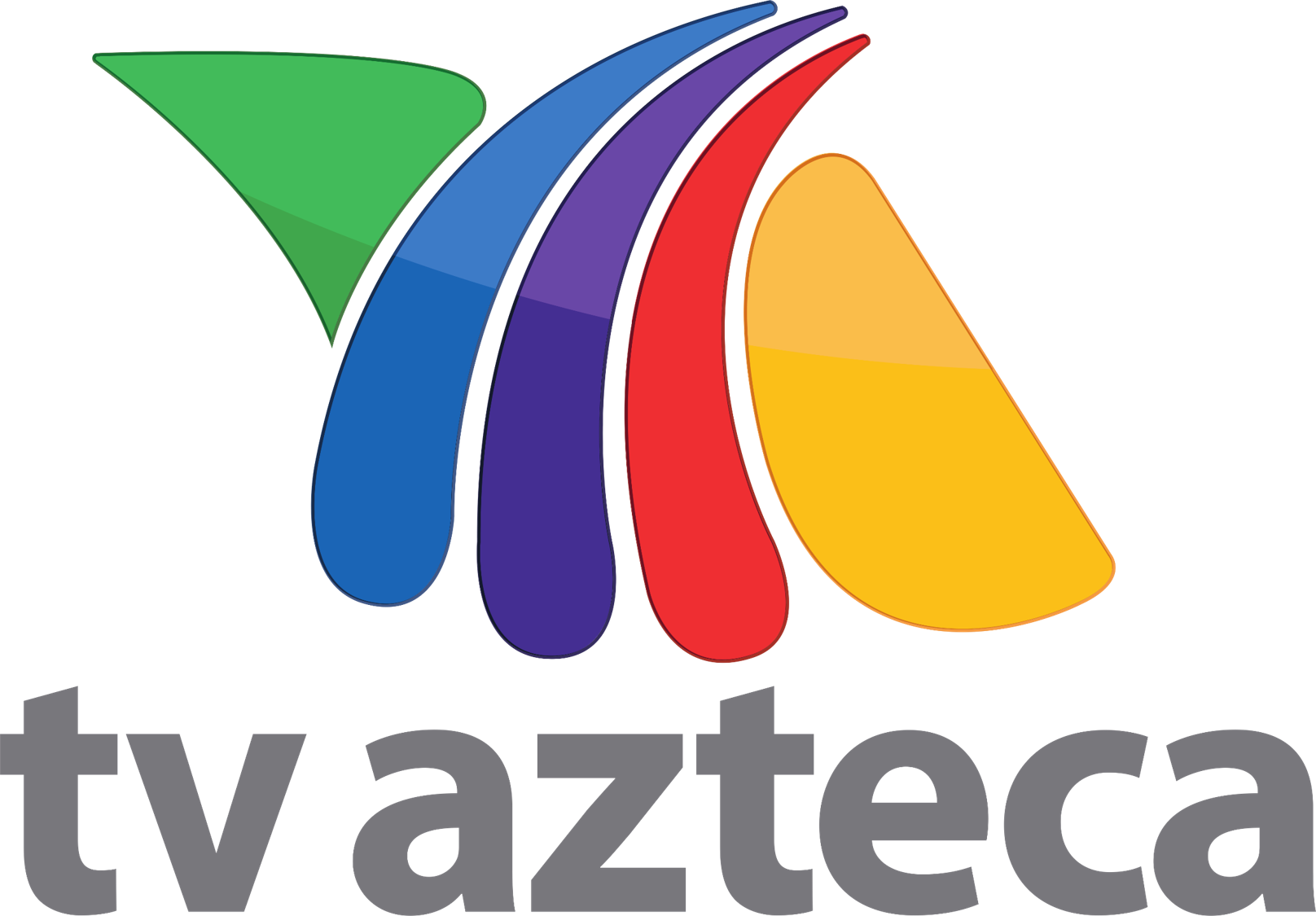

A Azteca América foi uma rede de televisão em espanhol com sede em Los Angeles, nos Estados Unidos. Foi a versão norte-americana da TV Azteca, grande emissora de televisão mexicana. Sua programação era variada e conta com telenovelas, jogos de futebol da liga mexicana, notícias, além de realities e programas de variedade. 
Além do sinal de televisão digital terrestre em mais de 60 mercados americanos com forte presença latina, a Azteca também estava disponível através de cabo e satélite, atingindo 89% da população hispânica residente nos Estados Unidos.
Em 16 de julho de 2016, Azteca América se tornou a terceira rede de televisão voltada ao público latino a implantar programação em alta definição, ficando somente atrás das suas maiores rivais Univisión e Telemundo. Neste ano, também é perceptível o crescimento: na audiência e na expansão de programação .
Em 2022, a emissora encerrou as atividades.

## História
A emissora foi fundada a partir de uma aliança entre a mexicana TV Azteca e a empresa Pappas Telecasting, até então, donos de algumas estações de televisão nos Estados Unidos. O anúncio, realizado em 8 de setembro de 2000, afirmava que a mais nova emissora de televisão hispânica com foco no público estadunidense entraria no ar a partir do segundo trimestre de 2001, fazendo frente as já tradicionais Telemundo e Univision. Na época, a Azteca possuía apenas 20% das ações da emissora, contribuindo com uma variada programação que seria transmitida para os lares dos Estados Unidos, Canadá e Porto Rico, enquanto a Pappas Telecasting cabia os majoritários 80% restantes, onde se planejava ter emissoras de televisão em pelo menos dez mercados (três deles, já pertencentes a Pappas e os outros sete em um processo de aquisição). O projeto audacioso fez com que Pappas e Azteca juntos, investissem cerca de US$ 500 milhões para a implantação da emissora, com outros US$ 450 milhões do orçamento disponíveis para as aquisições de outras emissoras espalhadas pelo país e um empréstimo de US$ 129 milhões que a TV Azteca concedeu a Pappas. Esperava-se que 65% a 70% da população hispânica dos Estados Unidos fosse atingida no ano de 2002.